# هوغو بلانكو
هوغو بلانكو (بالإسبانية: Hugo Blanco Galdós)‏ هو نقابي وسياسي بيروفي، ولد في 15 نوفمبر 1934 في كوسكو في بيرو. حزبياً، نشط في الحزب المريتيجي الموحد.